# Super latte
|  | Denne artikel er oprettet af botten PalnaBot ud fra en ekstern database. Den kan derfor have sproglige fejl eller mangler. Denne skabelon kan fjernes efter kontrol af indholdet. |

Super latte er en kortfilm fra 2006 instrueret af Henrik Selin Lorentzen efter manuskript af Henrik Selin Lorentzen.

## Handling
Michael har store ambitioner om at skrive en bog om sit eksperiment, som aldrig før er udført! Han vil undersøge, om hans krop kan overleve 30 dage, hvor han udelukkende lever af café latte? Michael skal altid sige "Ja" til en dobbelt latte!